# Bombardamenti di Foggia
I bombardamenti di Foggia furono eseguiti dalle United States Army Air Forces e dalla Royal Air Force tra la fine di maggio e la metà del settembre 1943, nel quadro della vasta campagna aerea sull'Italia centro-meridionale per ostacolare i preparativi difensivi italo-tedeschi e appoggiare le operazioni anfibie in Sicilia e a Salerno. Le azioni coinvolsero un elevato numero di apparecchi alleati, in specie i bombardieri Boeing B-17 Flying Fortress e Consolidated B-24 Liberator, che causarono elevate distruzioni e danni estesi sia alla città, sia alle numerose installazioni militari circostanti. Foggia fu annientata come base aerea militare e la popolazione civile ebbe a soffrire le pesanti incursioni aeree, ma non esistono dati precisi o affidabili sul numero di morti, feriti e sfollati.

## Contesto storico
Il 5 maggio 1943, anniversario della proclamazione dell'Impero, Mussolini si affacciò per l'ultima volta dal balcone di Palazzo Venezia: «Sette anni or sono noi eravamo riuniti in questa piazza per celebrare la conclusione trionfale di una campagna durante la quale avevamo sfidato il mondo e aperto nuove vie alla civiltà: la grande impresa non è finita: è semplicemente interrotta». Queste parole furono seguite da fatti tutt'altro che trionfali. Il Bollettino n. 1083 del 13 maggio annunciò che la 1ª Armata in Tunisia era stata distrutta dalle forze alleate, suggellando la fine dell'impero coloniale italiano anche in Nordafrica (l'AOI era già stata perduta nel 1941). Come deciso durante la seconda Conferenza di Washington del giugno 1942, gli Alleati avevano deciso di proseguire la loro campagna nel Mediterraneo invadendo l'Italia e il giorno stesso della caduta della Tunisia, i bombardieri della Northwest African Air Forces (NAAF) del generale Carl Andrew Spaatz partirono dalle basi nordafricane appena strappate alle forze dell'Asse per iniziare la campagna di bombardamento e interdizione aerea in vista dell'invasione terrestre della penisola italiana.
Con l'approssimarsi dell'invasione della Sicilia (operazione Husky), il Mediterranean Air Command intensificò gli attacchi contro le principali vie di comunicazione, alle industrie, ai porti e agli aeroporti dell'Italia Meridionale. Nello specifico, Foggia con il suo importante nodo ferroviario e con le annesse officine e depositi attrasse l'offensiva aerea che, particolarmente dal maggio all'agosto 1943, determinò la quasi totale distruzione della stazione ferroviaria e danni gravissimi in tutta la città. Gli attacchi alla città iniziarono il 28 maggio, incursione che però ebbe effetti minimi. La missione fu ripetuta il 30 e 31, quando i Consolidated B-24 Liberator colpirono l'aeroporto e distrussero a terra diverse decine di Junkers Ju 88, provocando danni anche all'abitato.
Dopo la firma della resa incondizionata dell'Italia agli Alleati l'8 settembre 1943, le forze tedesche s'impadronirono di Foggia, Manfredonia e Cerignola che evacuarono il 28 settembre a causa della pressione dell'8ª Armata britannica che stava risalendo la Puglia e che occupò Foggia il 1º ottobre; l'intera provincia fu liberata il 10 ottobre. Secondo la strategia degli Alleati, il centro sarebbe diventato fondamentale per continuare la campagna d'Italia; la città e il territorio pianeggiante tutto intorno divennero la principale base aerea alleata per il settore italiano e balcanico, da cui partivano le missioni di bombardamento al nord Italia in mano alle forze tedesche e nei Balcani a supporto delle forze di liberazione jugoslave. I pianificatori alleati individuarono in Foggia la base ideale per le forze aeree alleate: il terreno pianeggiante e disalberato del Tavoliere e la vicinanza ai capienti porti di Bari e Napoli permisero la creazione di circa 30 fra aeroporti e campi sussidiari. Primaria importanza rivestì quello di Amendola - lungo la direttrice ferroviaria Foggia-Manfredonia - attrezzato con una pista di lancio principale larga oltre 200 metri e lunga 3,5 chilometri oltre le derivazioni.

## Cronologia degli avvenimenti
Il 15 luglio 1943 bombardieri quadrimotori Liberator della Ninth Air Force del generale Lewis Brereton (parte delle NAAF) decollarono dalle basi alleate in Cirenaica e colpirono Foggia, in particolare i suoi aeroporti, allo scopo di rallentare il raduno di velivoli dell'Asse – un pericolo per le operazioni in corso in Sicilia. L'attacco fu ripetuto il 22 luglio, questa volta da 71 Boeing B-17 Flying Fortress appartenenti al 97th e 99th Bomber Group. Il 16 agosto, nel quadro di una massiccia offensiva aerea generale sulle basi aeree e i depositi dell'Asse nell'Italia centro-meridionale, il comando della Ninth Air Force preparò una pesante incursione sugli aeroporti di Foggia, ancora attivi. I B-24 crivellarono le piste, i ricoveri e le infrastrutture; furono accolti da 75-100 caccia e da una decisa contraerea e in otto furono abbattuti: l'incursione riuscì in effetti a disarticolare l'opposizione aerea italo-tedesca e fu una delle ultime azioni connesse alla battaglia in Sicilia, completamente evacuata dai difensori il giorno successivo. La Ninth Air Force fu subito incaricata di riprendere i metodici martellamenti delle basi aeree italiane in preparazione alla tripla invasione dell'Italia continentale (operazione Baytown, operazione Slapstick e operazione Avalanche). Foggia tornò dunque nelle liste di obiettivi e, il 19 agosto, 162 B-17 e 71 Liberator rovesciarono 646 tonnellate di bombe sui depositi ferroviari della città; si trattava, infatti, di un nodo di comunicazione cruciale per le divisioni tedesche, in arrivo dal passo del Brennero e dall'Italia settentrionale. All'attacco statunitense seguì, nottetempo, il bombardamento operato da uno stormo di Vickers Wellington della Royal Air Force. Si rese tuttavia necessario un altro massiccio bombardamento degli aeroporti di Foggia, sui quali i ricognitori anglo-statunitensi notarono una ripresa dell'ostinata attività italo-tedesca. La Ninth Air force pianificò con cura l'attacco. Un'ondata di 140 caccia Lockheed P-38 Lightning apparve il 25 sui cieli della regione e si accanì sui singoli velivoli, sulla rete stradale e sulle ferrovie; cedettero quindi il posto a 136 B-17 con una folta scorta di P-38: i quadrimotori, nell'arco di mezz'ora, devastarono completamente gli aeroporti numero 2, 4, 7 e 10 e distrussero altri aerei al suolo, per complessivi 40 velivoli circa perduti dai difensori. Con questo attacco la neutralizzazione di Foggia come grande base aerea dell'Asse fu pressoché totale e, il 31 agosto, gli Alleati compirono un raid minore con apparecchi pesanti per perfezionare le distruzioni. Gli attacchi su Foggia di agosto si inquadrano nella più ampia strategia politico-militare dei governi alleati, ovvero sgretolare il fronte interno italiano e forzare Roma a uscire dalla guerra mediante l'utilizzo indiscriminato dell'arma aerea; una fase che era cominciata con il bombardamento della capitale del 19 luglio.
Tuttavia i tedeschi e gli italiani, riparate alla meglio alcune piste e riattivato qualche collegamento ferroviario, continuarono a rappresentare un possibile problema; inoltre diversi caccia Ju 88 si erano concentrati a Foggia. Perciò, subito prima degli sbarchi a Salerno, la Northwest African Strategic Air Forces del generale Jimmy Doolittle (una delle componenti della NAAF) ripeté le missioni sul foggiano: il 7 settembre 124 B-17, suddivisi in tre gruppi distinti, saturarono di ordigni i vari obiettivi per 180 tonnellate complessive. Il giorno successivo 41 B-24 della Ninth Air Force martellarono l'aeroporto numero 2 e lo misero fuori uso. Nel frattempo la resa italiana era stata resa pubblica e la difesa dell'Italia meridionale ricadde sui soli tedeschi. La Wehrmacht reagì comunque con rapidità e, anche a Foggia, subentrò immediatamente agli ex-alleati; il 9 settembre, quando si presentarono 41 Liberator della Ninth Air Force, si scagliarono loro contro, pur non riuscendo a deviarne i lanci. Intanto la situazione delle divisioni anglo-statunitensi sbarcate a Salerno si era fatta precaria e l'afflusso di rinforzi tedeschi fece profilare una grave crisi; la NAAF ebbe dunque ordine di lanciare continui bombardamenti durante le giornate del 10 e dell'11 settembre, ma stavolta Foggia fu oggetto solo di un attacco secondario. L'ultimo bombardamento subito dalla città e dai provati impianti militari avvenne cinque giorni dopo, pausa operativa dovuta al logorio degli aeroplani e degli equipaggi e che i tedeschi avevano sfruttato al meglio; a cominciare dalla notte del 16-17 settembre la NAAF intraprese due giorni consecutivi di incursioni aeree. La regione di Foggia fu assai gravemente colpita, gli aeroporti furono ridotti in macerie, la Luftwaffe perse in totale circa 300 apparecchi in conseguenza di questa vasta offensiva aerea e dovette ridislocare le proprie forze molto a nord.

## Le vittime
Foggia e le aree adiacenti furono colpite, dalla fine di maggio alla metà di settembre 1943 da quattordici bombardamenti aerei: di questi, due furono azioni minori (31 agosto e 10-11 settembre) e uno in particolare (25 agosto) fu il peggiore subito dal centro. Non esistono, però, cifre precise sulle perdite tra la popolazione civile, rimasta coinvolta nelle operazioni militari. Nella memoria collettiva e, di conseguenza, in parte delle fonti ufficiali, si è imposto il numero di 20 000 morti: vale a dire un terzo degli abitanti di allora. Si tratta di una stima non suffragata da fonti d'archivio e sicuramente esagerata, data anche la relativa lontananza dalle aree urbanizzate delle piste aeree, obiettivi primari (ancor più della stazione) dei reiterati attacchi degli Alleati. L'unica certezza è che i morti furono numerosi - «alcune migliaia».

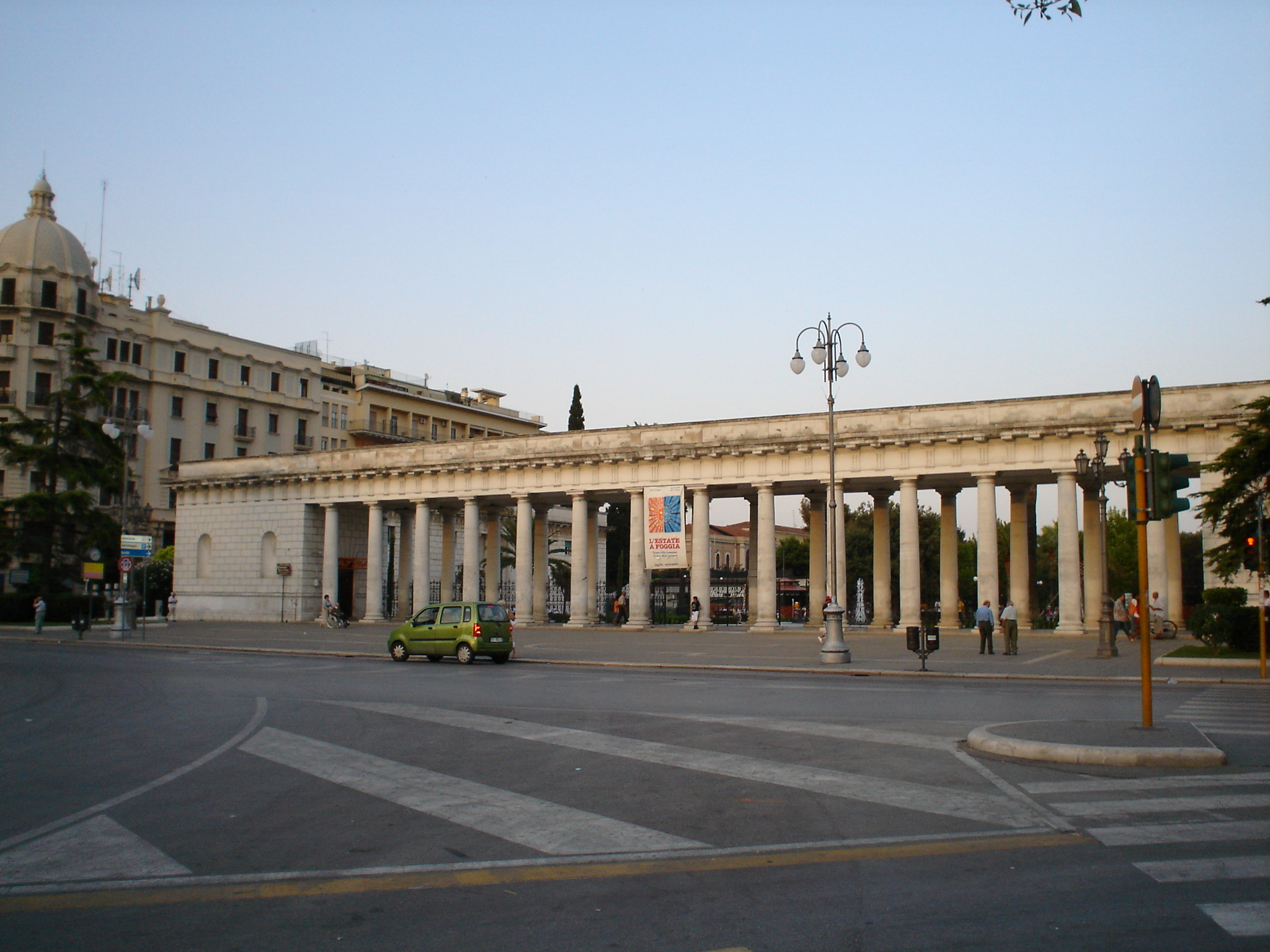
Villa Comunale, Foggia. Il Pronao è stato completamente ricostruito dopo i bombardamenti del '43

Nel 1954, secondo stime effettuate dal comune, la valutazione sommaria di circa 20 000 morti fu confermata in occasione della posa della prima pietra della Cappella Ossario che doveva accogliere i resti delle vittime; il progetto di procedere a un esatto conteggio dei corpi presenti nelle fosse comuni non venne mai portato a termine anche a causa del fatto che i lavori della Cappella si prolungarono per 13 anni.
(Citazione presa dalla Pergamena-ricordo che Foggia custodisce sotto il sacrario delle vittime civili del '43)
Di contro secondo l'Istat in provincia di Foggia ci sarebbero stati 607 morti per cause belliche e di questi solo 249 fino all'8 settembre. Il Comune di Foggia ritenne questa valutazione errata e comunicò al'Istat che a Foggia, prima della guerra, vi erano 79 202 abitanti, che nell'aprile 1945 erano scesi a 59 176: una differenza, dunque, di 20 026 persone. Tuttavia rese noto che le denunce di morte nel 1943 erano state solo 974. L'enciclopedia Treccani riporta che la popolazione presente a Foggia al 31 dicembre 1945 era stimata in 63 973 abitanti, che al 31 dicembre 1947 era salita a 83 750. Dunque tra il 1945 e il 1947 tornarono in città 19 777 persone, riportando il numero della popolazione alle stesse cifre d'anteguerra.
Secondo una pubblicazione dell'Istituto Centrale Statistica risalente al 1957, in Italia i morti civili per attacchi aerei sono stati 59 796, di cui 41 420 dopo l'armistizio. Dunque in Italia ci sarebbero stati 18 376 civili deceduti per i bombardamenti fino all'8 settembre 1943, un numero dunque inferiore a quello delle vittime che la Medaglia d'oro al valor civile attribuisce alla città di Foggia nello stesso periodo. I dati sono in evidente contrasto anche perché in quei mesi vi furono altre città come Napoli, Roma, Salerno, Palermo, Messina che subirono pesanti bombardamenti con migliaia di civili deceduti, tra le quali Napoli fu quella che probabilmente pagò il tributo maggiore in termini di vite umane, con circa 3 600 morti.
Secondo le ricerche di uno storico locale - Maurizio De Tullio - le vittime identificate dei bombardamenti su Foggia furono all'incirca 1.912, mentre secondo un altro storico locale (Gaetano Spirito) «20mila vittime a Foggia comporterebbero che in media in ogni famiglia, classe scolastica, condominio, ufficio debba essere deceduto un terzo dei componenti cosa che non sembra avvenuta».

## Onorificenze concesse alla città
La città di Foggia è stata insignita con la medaglia d'oro al valor civile dal Presidente del Consiglio Antonio Segni il 22 novembre 1959, per aver perso durante i bombardamenti 20298 civili, e il 2 maggio 2006 la medaglia d'oro al valor militare di cui la recente consegna è stata eseguita il 25 aprile 2007 dal presidente della repubblica Giorgio Napolitano.